# Idaea deleta
Idaea deleta là một loài bướm đêm trong họ Geometridae.